# 電気分析法
分析化学における電気分析法とは、測定物質が入っている電気化学セル中の電位およびまたは電流を測定することによって、測定物質を調べる技術である。

電気分析法は、セルが操作するもの、測定するものによって幾つかのカテゴリーに分けられる。
- ポテンショメトリー (電極電位の差を測定)
- クーロメトリー (セル電流の経時変化を測定)
- ボルタンメトリー (セルの電位を変化させた時のセル電流を測定).
  - ポーラログラフィー
  - アンペロメトリー